# Microsoft Surface Pro 3
Das Microsoft Surface Pro 3 ist ein Convertible-PC des amerikanischen Soft- und Hardwarekonzerns Microsoft Corporation, der der Surface-Serie des Unternehmens angehört. Es wurde am 20. Mai 2014 in New York auf einem Hardware-Event vorgestellt.
Bei dem Gerät handelt es sich um einen Tablet-Computer, der durch den Klappständer („Kickstand“) und das optional erhältliche Type Cover wie ein Notebook genutzt werden kann.

## Technische Daten
Das Display des Microsoft Surface Pro 3 ist 12 Zoll groß, wobei als Displaytechnologie die IPS-Technolgie zum Einsatz kommt. Die Auflösung beträgt 2160 × 1440 Pixel. Das Display ist zudem mit der n-trig-Technologie kompatibel, wodurch aktive Eingabestifte wie der Surface Pen unterstützt werden.
Als Prozessor ist je nach Variante entweder ein Intel Core i3, Intel Core i5 oder Intel Core i7 verbaut. Hinzu kommen 4 oder 8 Gigabyte Arbeitsspeicher. Dateien und Programme können auf der 64, 128, 256 oder 512 Gigabyte großen mSATA gespeichert werden.
Als Anschlüsse sind eine Mini DisplayPort-Buchse, ein USB 3.0-Anschluss, ein Kopfhöreranschluss, der Tastaturanschluss (Type-Cover) sowie der Anschluss für die Docking-Station (Surface Connect, proprietär) vorhanden. Von den Drahtlosverbindungen sind im Surface Pro 3 Wireless LAN und Bluetooth 4.0 integriert.
Sowohl auf der Vorder- wie auf der Rückseite ist eine 5-Megapixel-Digitalkamera für die digitale Fotografie sowie Videoaufnahme verbaut. Auch Videotelefonie ist in Verbindung mit den ebenfalls vorhandenen Mikrofonen darüber möglich.

## Design
Auf der Vorderseite besteht das Microsoft Surface Pro 3 aus Glas, die Rückseite besteht aus einer speziellen Magnesium-Legierung in der Farbe silber.  Diese ist laut Microsoft besonders widerstandsfähig und leicht.

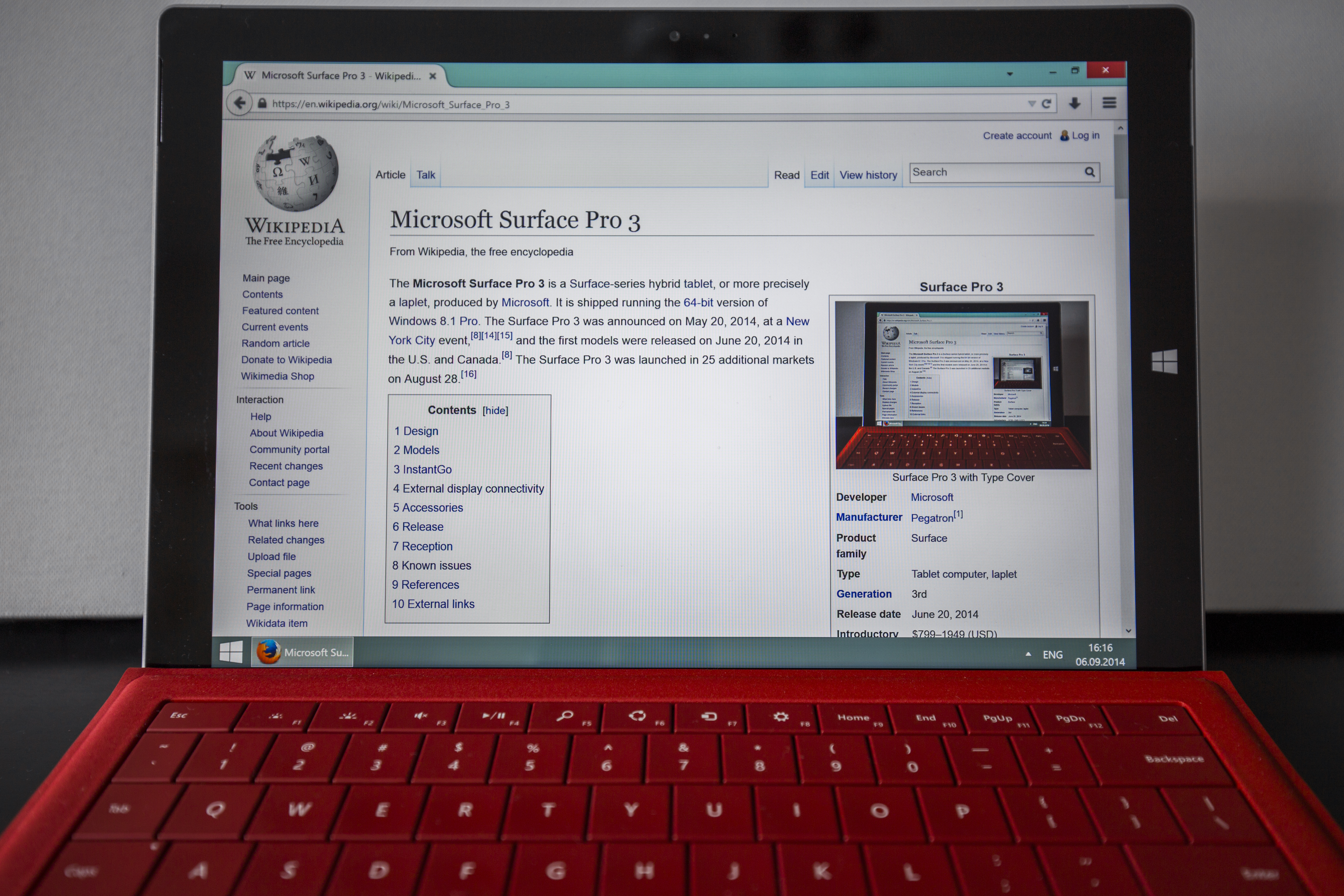
Die Vorderseite des Surface Pro 3 besteht aus Corning Gorilla Glass.
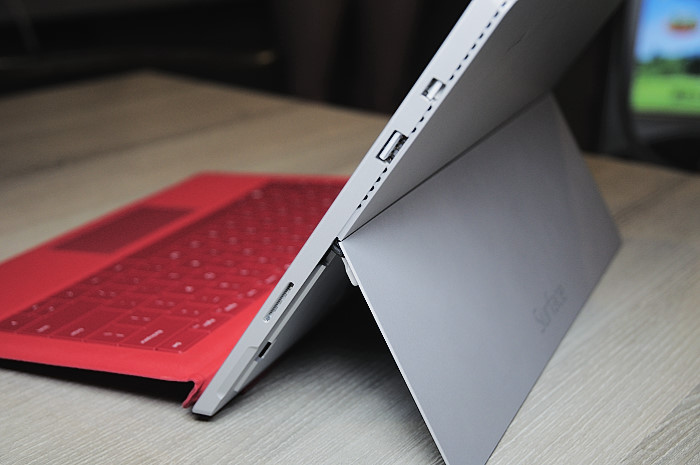
Der Klappständer des Surface Pro 3
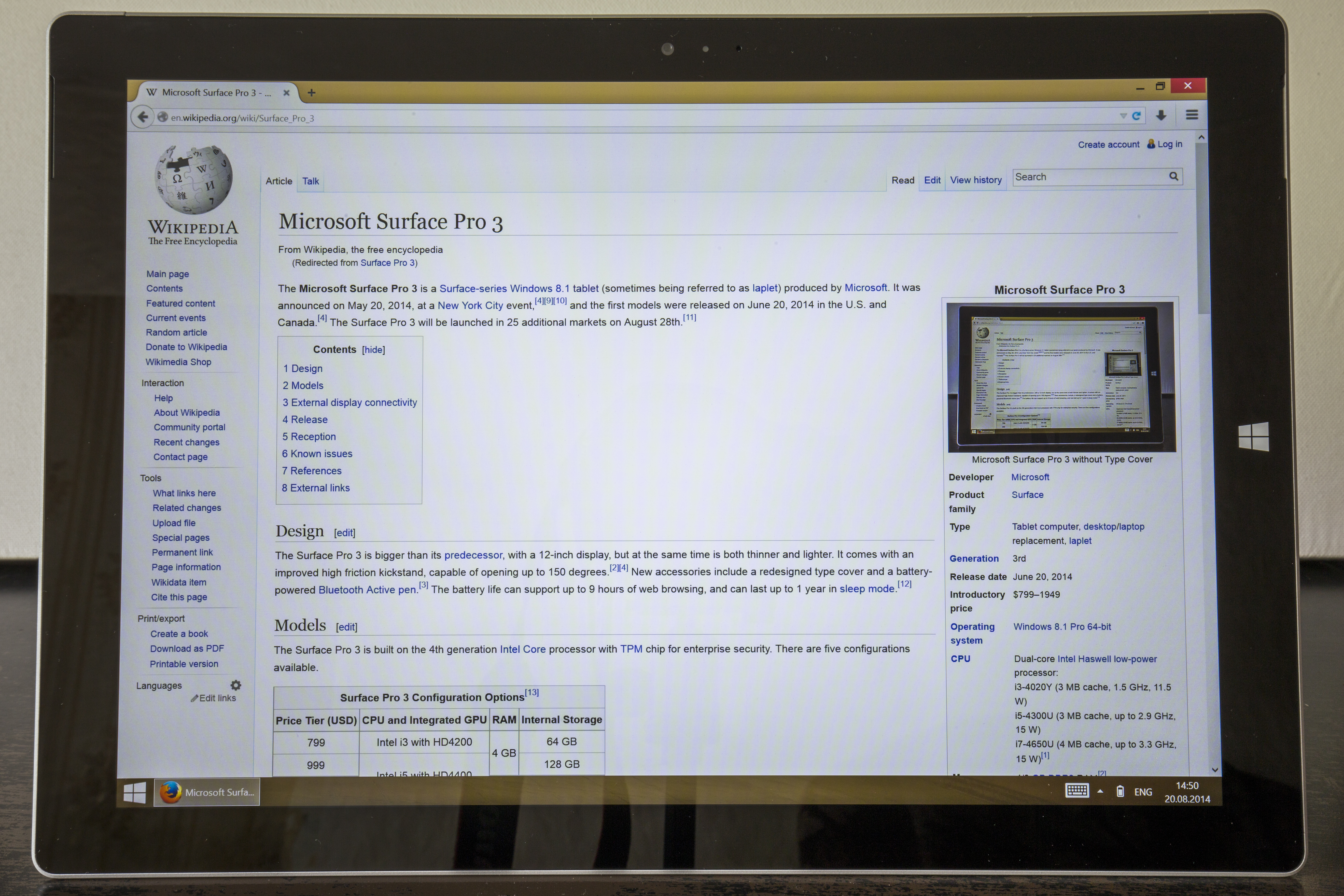
Das Surface Pro 3 als Tablet ohne optionalem Type-Cover